# Pedro Gonçalves
Pedro António Pereira Gonçalves, född 28 juni 1998, är en portugisisk fotbollsspelare som spelar för Sporting Lissabon i Primeira Liga. Han representerar även det portugisiska landslaget.